# ミニスキ反応
ミニスキ反応（ミニスキはんのう、英: Minisci reaction）は、有機化学における人名反応である。電子不足の芳香族化合物への求核的ラジカル置換反応であり、最も一般的には窒素を含む複素環へのアルキル基の導入である。本反応は1971年にF・ミニスキによって発表された。窒素含有複素環の場合は、複素環のプロトン化を確実にするために反応条件は酸性でなければならない。典型的な反応は、硝酸銀、硫酸、過硫酸アンモニウムを使ったピリジンとピバル酸からの2-tert-ブチルピリジンの生成である。本反応はフリーデル・クラフツ反応と似ているが、逆の反応性と選択性を有する。
ミニスキ反応は位置選択的に進行し、幅広いアルキル基を導入することができる。副反応はアシル化である。アルキル化とアシル化との間の比は基質と反応条件に依存する。単純な原料と単純な反応条件のため、本反応は複素環化学において多くの応用を有する。

## ミニスキ反応の有用性
本反応によって、フリーデル・クラフツ反応が適用できない電子不足の複素環種のアルキル化が可能である。電子不足のアレーンのアルキル化法（芳香族求核置換反応）も、使用されるイオン性求核種が求核剤として作用して複素環を脱プロトン化するため電子不足複素環には利用できない。ここでも、芳香族求核置換反応とは対照的に、ミニスキ反応はアレーンの官能基化を必要とせず、そのため直接C-H官能基化が可能となる。
これだけではなく、生成したアルキルラジカル種は、フリーデル・クラフツアルキル化で付加されるアルキル断片がしばしば起こすように反応中で転位しない。これは、n-ペンチル基やシクロプロピル基といった基を変化することなく付加できることを意味する。アルキルラジカルは「軟らかい」求核剤でもあるため、複素環上に既に存在する（例えばカルボニル種のような）「硬い」求電子剤と相互作用する可能性は非常に低い。これが本反応の官能基許容性を高めている。
本反応は多くの研究の対象となってきており、適用範囲は拡大され、多くのアルキル化剤、複素環、酸化剤を包含している。

## 反応機構
銀塩と酸化剤との酸化的脱炭酸によってカルボン酸からフリーラジカルが形成される。酸化剤（過硫酸アンモニウム）は酸性反応条件化でAg+をAg2+へ酸化する。これが銀による水素原子引き抜きとそれに続くラジカル的脱炭酸反応を誘導する。炭素中心ラジカルは次にピリジニウム芳香族化合物と反応する。最終生成物は再芳香族化によって形成される。アシル化生成物はアシルラジカルから形成される。